# Avishai Cohen
Avishai Cohen (en hebreo: אבישי כהן‎)  (Kibbutz Kabri, Israel, 20 de abril de 1970) es un contrabajista, compositor, cantante y arreglista israelí de jazz. No debe confundirse con el trompetista de igual nombre.

## Historial
Avishai comenzó tocando el piano a los 9 años, pero cambió al bajo eléctrico a los 14 años, inspirado por Jaco Pastorius. Tras tocar dos años en una banda del ejército, durante su servicio militar obligatorio, tomó clases de bajo con Michael Klinghoffer. Dos años después se trasladó a Nueva York, para tomar contacto con otros músicos de jazz. En los primeros tiempos de su estancia neoyorkina, trabajó en la construcción, mientras tocaba en el metro y en las calles. Estudió música en "The New School for Music", y tocó con algunas bandas de jazz latino, lo que facilitó que Danilo Pérez lo llamara para formar parte de su trío.
Tras un largo periodo tocando en pequeños clubs, Cohen recibió la llamada de Chick Corea y obtuvo un contrato de grabación. En 1996, se convirtió en miembro del sexteto de Corea ("Origin"), y publicó su primer álbum en el sello de este, Stretch. Cohen permaneció con Corea hasta 2003, cuando creó su propio sello; desde entonces tocó con su propio grupo, el Avishai Cohen Trio, con Mark Guiliana en la batería y su compatriota Shai Maestro al piano. En algunas grabaciones ampliaba el grupo con instrumentos de viento. 
Cohen ha acompañado, grabado y actuado con un buen número de músicos, además de Corea, como Bobby McFerrin, Roy Hargrove, Herbie Hancock, Kurt Rosenwinkel, Nnenna Freelon o Paquito D'Rivera. También ha colaborado con Claudia Acuña (Wind from the South, 2000), Alicia Keys y la London Philharmonic Orchestra, con bastante repercusión mediática. Ha sido destacado por  Down Beat, y designado como uno de los bajistas más influyentes del siglo XX por la revista especializada Bass Player.

## Discografía
- Adama (1998)
- Devotion (1999)
- Colors (2000)
- Unity (2001)
- Lyla (2003)
- At Home (2004)
- Continuo (2006)
- As is...Live at the Blue Note (2007)
- Gently Disturbed (2008)
- Sha'ot Regishot (2008)
- Aurora (2009)
- Seven Seas (2011)
- Duende (2012)
- Almah (2013)
- From the darkness (2015)
- "1970" (2017)
- Arvoles (2019)
- Two Roses (2021)
- Shifting Sands (2022)
- Iroko (2023)

### Como acompañante

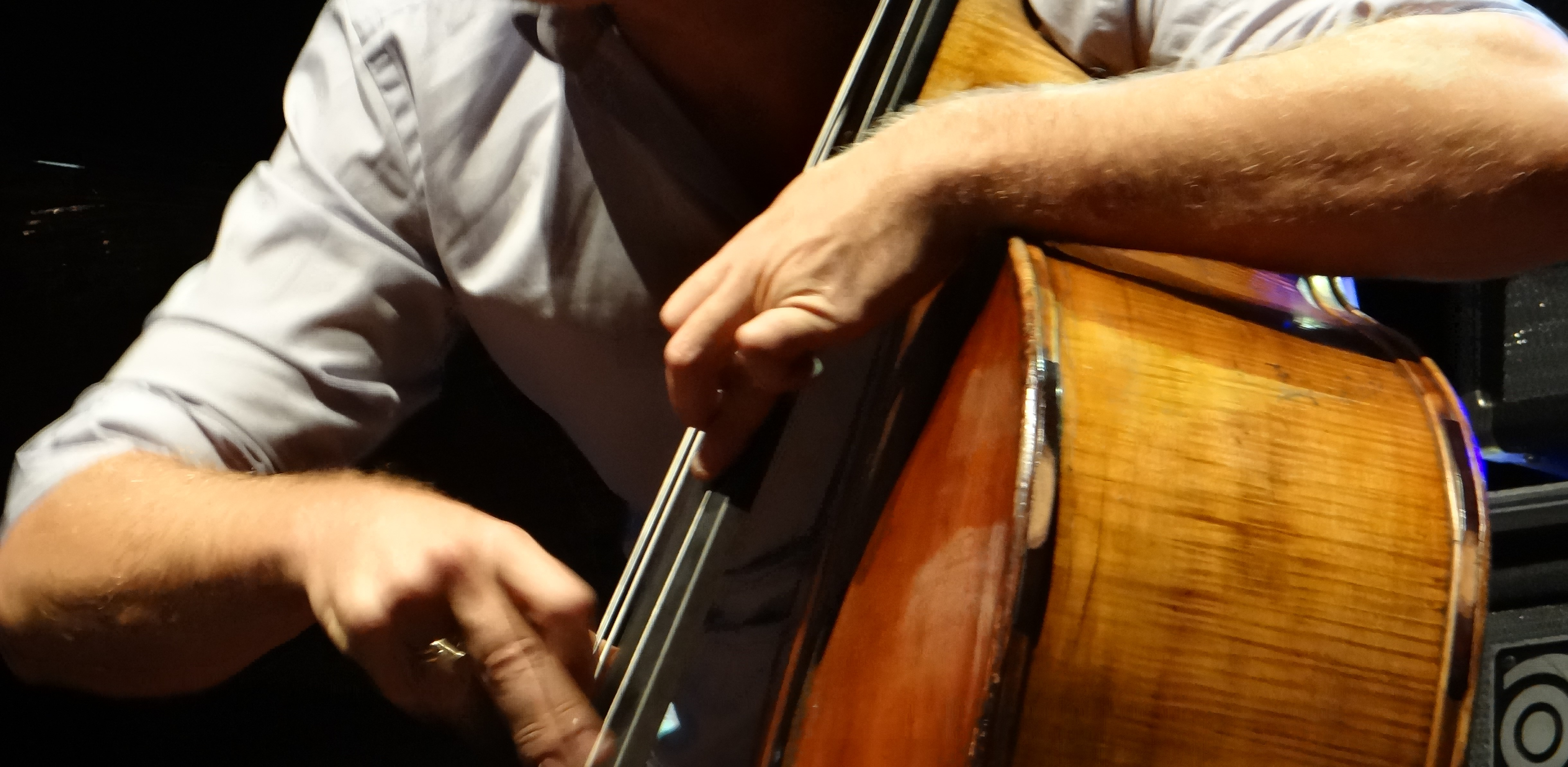
Avishai Cohen tocando en el Festival de Jazz de Cartagena

- East Coast Love Affair - Kurt Rosenwinkel Trío (1996)
- Sun Sol - Seamus Blake Trío (1999)
- Evolution - Amos Hoffman (2008)